# Rosa Aguilar
Rosa Aguilar Rivero (Córdoba, 7 de julio de 1957) es una política y abogada española, que fue consejera de Justicia e Interior de la Junta de Andalucía y ministra de Medio Ambiente, Medio Rural y Marino de España.
Fue alcaldesa de Córdoba entre 1999 y 2009, más de dos legislaturas, siendo la primera mujer en ostentar este cargo público en la capital califal. En 2009 se incorporó al gobierno de la Junta de Andalucía como consejera de Obras Públicas y Vivienda y en 2010 al Gobierno de España como ministra de Medio Ambiente y Medio Rural y Marino hasta 2011. Desde 2015 hasta 2017 fue consejera de Cultura de la Junta de Andalucía.
Además ha sido diputada por Córdoba en el Parlamento de Andalucía y diputada por Córdoba en el Congreso. Y ha sido vicepresidenta segunda de la Federación Española de Municipios y Provincias (FEMP) y presidenta del Consejo de Administración del Programa de las Naciones Unidas para el Medio Ambiente (PNUMA).

## Biografía

### Primeros años
Realizó el Bachillerato en el C. D. P. La Sagrada Familia y en el curso 1974/1975 comenzó sus estudios universitarios en el Colegio Universitario de Córdoba. En 1980 se licenció en Derecho por la Universidad de Sevilla.
En 1974, con 17 años, ingresó en Partido Comunista de España (PCE) y posteriormente se afilió a Comisiones Obreras en 1978. Al término de su carrera universitaria, se integró en la asesoría jurídica del sindicato hasta 1985, año en el que, junto a otros compañeros, montó un bufete de abogados dedicado a temas mercantiles, laborales y matrimoniales. En 1987, y tras ser elegida concejala del Ayuntamiento de Córdoba por Izquierda Unida (IU), cesó en el bufete para dedicarse a tiempo completo a la política.
Fue mano de derecha de Julio Anguita, coordinador de Izquierda Unida durante muchos años. Se desempeñó como concejal en la ciudad andaluza entre 1987 y 1991 y diputada del Parlamento de Andalucía entre 1990 y 1993. Elegida diputada del Congreso por Córdoba, fue el rosto visible de la formación política en la Cámara Baja durante siete años, entre 1993 y 2000. Dejó el escaño al ser elegida alcaldesa de su ciudad natal, para centrarse de lleno en esta función pública. 

### Alcaldesa de Córdoba (1999-2009)
Fue elegida alcaldesa de Córdoba en 1999 merced a un pacto con el PSOE (Izquierda Unida obtuvo nueve concejales y el PSOE seis; superando los 14 concejales del Partido Popular), sucediendo a Herminio Trigo en el cargo. Repitió en 2003, esta vez ya en solitario al ganar las elecciones municipales con el 41,8% de los votos y 13 concejales (frente a los 12 del Partido Popular y 4 del PSOE). 
Desde 2003 ostentó el cargo de vicepresidenta segunda de la Federación Española de Municipios y Provincias (FEMP).
En las elecciones municipales de 2007, su candidatura quedó, como en 1999, en segundo lugar, tras el Partido Popular, con un 35,53% de los votos y 11 concejales (frente a 14 del PP y 4 del PSOE). El 16 de junio fue elegida de nuevo alcaldesa gracias a un nuevo pacto con el PSOE. Ostentó el cargo hasta la mitad de la legislatura. El 23 de abril de 2009 renunció a la alcaldía para incorporarse como independiente al gobierno de la Junta de Andalucía, en calidad de consejera de Obras Públicas y Vivienda. Por este motivo fue expulsada de Izquierda Unida. Tras 13 años en la vida política municipal, inició una nueva etapa, dejando la alcaldía en manos de un hombre de su absoluta confianza, Andrés Ocaña.

#### Acción pionera
Aguilar convirtió al Ayuntamiento de Córdoba en la primera institución pública española en celebrar cada mes un pleno extraordinario contra la violencia de género, atendiendo la petición de la Plataforma contra la Violencia a las Mujeres, cuando la violencia contra las mujeres cobraba una mayor dimensión social.

#### Controversia
Aguilar y el teniente de alcalde Rafael Blanco Perea, responsable de urbanismo de la capital cordobesa, se reunieron en 2007 con responsabilidades de la empresa AENA (Aeropuertos Españoles y Navegación Aérea) para promover la ampliación del recinto de aviación situado a 6 kilómetros al suroeste de la ciudad. La ampliación del Aeropuerto de Córdoba se realizó y en 2014 una auditoría del Tribunal de Cuentas de la Unión Europea señaló despilfarro de dinero público en la ampliación de varios aeropuertos de España. Entre los ejemplos destacados, se utilizó el de Córdoba, dado que con el proyecto se esperaba alcanzar los 179.000 viajeros anuales y en 2014 el recinto fue usado por 7.000 usuarios.

### Consejera de Obras Públicas y Vivienda (2009-2010)
El 23 de abril de 2009, Aguilar aceptó el cargo de consejera independiente en el nuevo gobierno de la Junta de Andalucía, presidido por el socialista José Antonio Griñán, sucesor de Manuel Chaves. Concluyó su etapa como alcaldesa de Córdoba y su militancia en Izquierda Unida, cuya directiva calificó el hecho de "error personal injustificable" y la añadió a la lista de cargos tránsfugas de IU al PSOE. Ocupó el cargo un año y medio, al ser llamada para ser ministra en octubre de 2010.

### Ministra de Medio Ambiente (2010-2011)

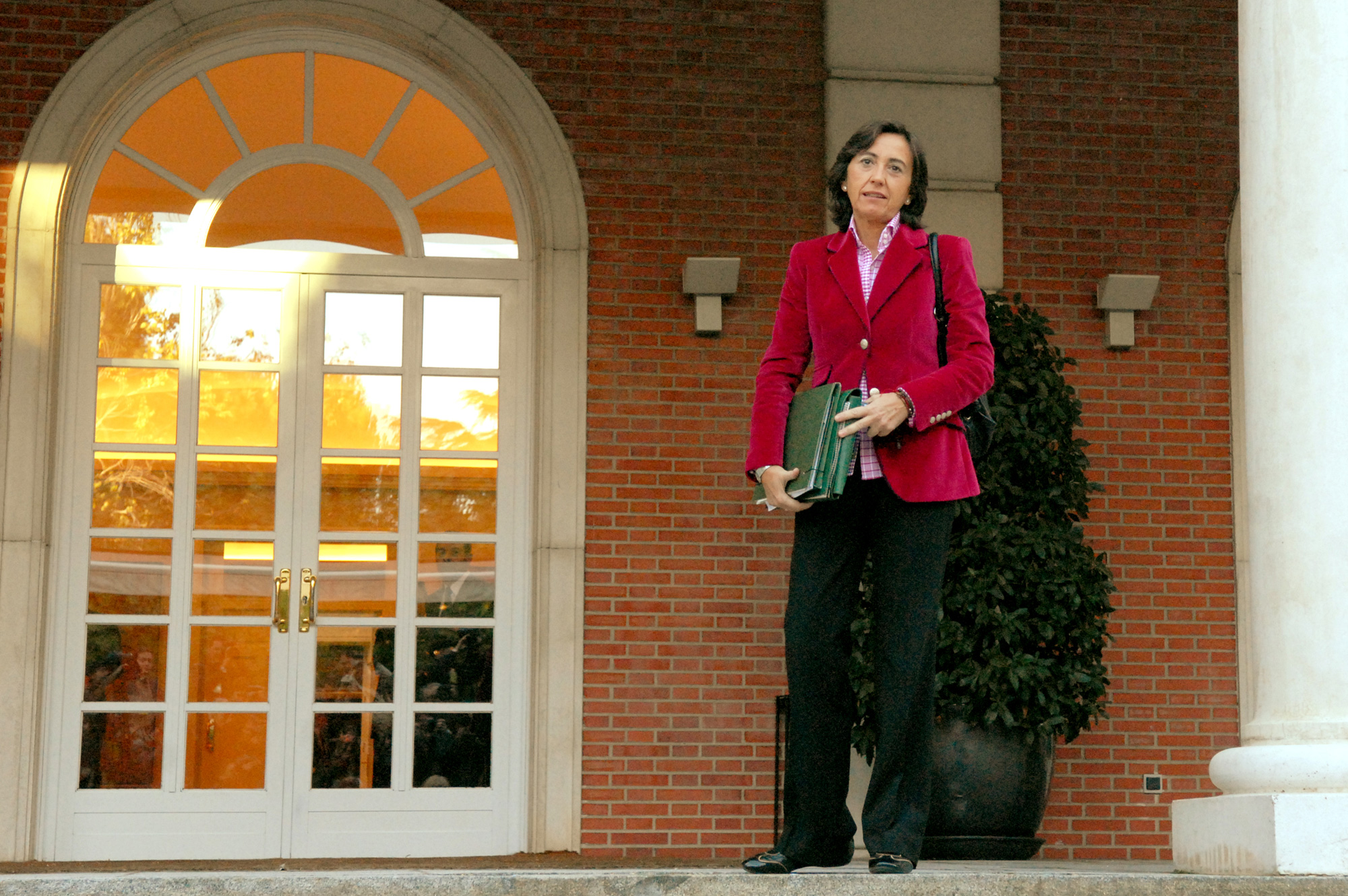
Rosa Aguilar, en su periodo como ministra de Medio Ambiente, Medio Rural y Marino

El 20 de octubre de 2010, el presidente del Gobierno de España, José Luis Rodríguez Zapatero, la propuso para el cargo de ministra de Medio Ambiente, Medio Rural y Marino, sustituyendo a Elena Espinosa y como parte de la reforma ministerial efectuada.
El 21 de febrero de 2011 fue elegida en Nairobi (Kenia) presidenta del Consejo de Administración del Programa de las Naciones Unidas para el Medio Ambiente (PNUMA).
Su momento más difícil en el cargo ocurrió en 2011, en la llamada "crisis del pepino", con la aparición de un brote del síndrome urémico hemolítico en Alemania, causado por la bacteria fecal E. coli, que provocó 32 muertes. Inicialmente las autoridades germanas culpabilizaron al pepino de origen andaluz, acusación que se demostró falsa.
El 22 de diciembre de 2011 terminó su periodo como ministra. 

### Consejera de Cultura (2015-2017)
En junio de 2015 fue nombrada consejera de Cultura en el nuevo gobierno de la Junta de Andalucía conformado por la presidenta Susana Díaz.

#### Controversia
En 2015, se levantó una polémica por la celosía de la Mezquita-Catedral de Córdoba. La Consejería de Cultura autorizó, a petición del Cabildo, la retirada de una de las celosías de los vanos del muro norte de la Mezquita-Catedral de Córdoba para facilitar la entrada de las cofradías de Semana Santa en el interior del monumento. A pesar de ser desaconsejado por la Unesco, finalmente la celosía fue retirada en 2017. Tras la denuncia interpuesta por los herederos del arquitecto Rafael de la Hoz, diseñador de la citada celosía, el Juzgado Contencioso Administrativo 4 de la ciudad dictaminó en 2019 que la Consejería había actuado contra su propia Ley de Patrimonio. La sentencia fue ratificada por el Tribunal Superior de Justicia de Andalucía en 2020 y por el Tribunal Supremo en 2021, tras los recursos presentados por parte de la Junta de Andalucía y de la Agrupación de Hermandades y Cofradías de Córdoba.

## Posicionamiento político
Mantuvo una postura crítica frente a algunas de las políticas de su coalición como el papel de Ezker Batua Berdeak (el referente de Izquierda Unida en el País Vasco) en el Gobierno Vasco o la participación de EBB en el gobierno municipal de Acción Nacionalista Vasca para gobernar en Mondragón tras las municipales de 2007. También cuestionó el posicionamiento negativo de IU con respecto a la Constitución Europea. 
Fue uno de los apoyos de Gaspar Llamazares como coordinador general de la coalición y mantuvo frecuentes enfrentamientos con el ala más anticapitalista de la coalición, destacándose como la única cara visible de Izquierda Unida que se declaraba partidaria de la monarquía parlamentaria. Fue miembro del Consejo Político Federal, de la Presidencia Federal y de la Comisión Ejecutiva de Izquierda Unida, de la que era responsable de relaciones institucionales, responsabilidad que renovó en la IX Asamblea (2008) y de la que cesó al consumarse su paso al gobierno andaluz.
Tras los malos resultados electorales de Izquierda Unida en las elecciones generales de 2008, su nombre fue mencionado como posible reemplazo de Gaspar Llamazares, aunque ante la imposibilidad de que pudiera ganar la fracción de la que formaba parte llamada IU Abierta,  Aguilar descartó tal posibilidad. Sin embargo, su situación de enfrentamiento con sectores de IU se agravó al revelar que había votado a la candidata socialista al Senado, Maribel Flores. A pesar de estos enfrentamientos con sectores locales de Izquierda Unida, Rosa Aguilar participó en la IX Asamblea en diciembre de 2008, formando parte de la corriente "llamazarista", conservando sus responsabilidades como coordinadora del área de relaciones institucionales.

## Retirada de la vida política
En abril de 2022, tras 48 años de militancia, anunció su retirada de la vida política poco antes de cumplir los 65 años.

## Distinciones y condecoraciones
- Gran Cruz de la Orden de Carlos III (30 de diciembre de 2011).[12]

- Gran Cruz de la Orden de Alfonso X el Sabio.[13]